# Haben oder Sein
Haben oder Sein (engl. To Have or to Be?) ist ein populäres gesellschaftskritisches Werk des Sozialpsychologen Erich Fromm aus dem Jahr 1976. Es zählt mit Die Kunst des Liebens aus dem Jahr 1956 zu seinen bekanntesten Werken, erschien ebenfalls zuerst als Band in der US-amerikanischen Buchserie World Perspectives und wurde dann in zahlreiche Sprachen übersetzt. Das Buch war schon kurz nach seinem Erscheinen ein internationaler Bestseller und traf mit seiner Konsumkritik den Nerv der damaligen 68er-Generation, für die das Buch, so einige Kritiker, zum Kultbuch geworden ist.
Fromm skizziert in „Haben oder Sein“ eine Analyse der westlichen Gesellschaft, die aus seiner Sicht zunehmend vom Streben nach Besitz, vom fassadenhaften, markt- und konsumorientierten „Haben“ dominiert wird. Dem stellt er die Geisteshaltung des seelischen „Seins“ gegenüber, eine Haltung, in der Besitztümer keine Rolle spielen, und beruft sich auf zahlreiche philosophische und religiöse Ansätze, die diese Haltung befürworten, darunter Buddha, Jesus und Meister Eckhart. Das gesellschaftskritische Buch zählt zu den Ansätzen der philosophischen Anthropologie; Fromm skizziert im letzten Teil des Buches, wie die Gesellschaft die Geisteshaltung des Habens zugunsten einer Haltung des Seins überwinden könnte.
Eine Fortsetzung bzw. Ergänzung ist das aus den damals unveröffentlicht gebliebenen Manuskripten entstandene Buch Vom Haben zum Sein, die von Fromms Schüler Rainer Funk herausgegeben wurde. In dieser Schrift zeigt Fromm u. a. anhand eigener Erfahrungen mögliche Wege und Irrwege auf, die beim persönlichen Bestreben zu mehr Gemeinwohlorientierung und schöpferischem Sein auftreten.

## Inhalt
Das Werk ist in die Einführung und drei Hauptteile unterteilt. In der Einführung legt Fromm seine kulturpessimistische Sichtweise dar, übt Kapitalismuskritik und beschreibt „eine Gesellschaft notorisch unglücklicher Menschen“. Im ersten Teil (Zum Verständnis des Unterschieds zwischen Haben und Sein) zeigt Fromm unter anderem etymologische, soziolinguistische, philosophische, religiöse und alltägliche Beispiele für den Unterschied zwischen Haben und Sein auf. Im zweiten Teil (Analyse der grundlegenden Unterschiede der beiden Existenzweisen) analysiert er die Unterschiede zwischen beiden Charakterorientierungen. Im dritten Teil, Der neue Mensch und die neue Gesellschaft, schließlich legt er die Krise der Gesellschaft dar und stellt Lösungsansätze vor.

### Einleitung
In der Einleitung konstatiert Fromm, dass sich die Hoffnung, dass durch die Industrialisierung für alle Menschen ein größtmögliches Glück möglich wird, nicht erfüllt hat. Vielmehr sieht Fromm, dass die jetzige Lebensweise die Menschheit zu einer ökologischen oder kriegerischen Katastrophe führt. Das Überleben der Menschheit, so Fromm, hängt von einer fundamentalen Veränderung der menschlichen Grundwerte ab.
Anlass für Fromms Schrift war auch die damalige Kritik am materiellen Überfluss und am unbegrenzten Wachstum des Industriezeitalters, welche der Autor als „Fortschrittsreligion“ bezeichnet. Diese war sowohl im Westen als auch im Ostblock vorherrschend. Fromm stützt sich auch ausdrücklich auf die Berichte des bzw. an den Club of Rome von Dennis Meadows (Die Grenzen des Wachstums, 1972) sowie den zweiten Bericht von Mihajlo D. Mesarovic und Eduard Pestel (Menschheit am Wendepunkt, 1974) als Begründung dafür, dass grundlegende gesellschaftliche Veränderungen für das Überleben der Menschheit unabdingbar seien. Auch Ernst Friedrich Schumacher (Small is beautiful, 1973) wird zitiert. Zum ersten Mal, so Fromm, sei es notwendig, dass für das weitere physische Überleben der Menschheit psychische und soziale Veränderungen nötig sind.
Fromms Buch zielt darauf ab, die Existenzweisens des Habens und Seins darzustellen und inwiefern die beiden Existenzweisen für das Entstehen eines neuen Menschen und einer neuen Gesellschaft relevant sein können. Eine solche Darstellung sei nach Fromm notwendig, weil ohne eine Vision die Gesellschaft sich nicht ändern könne.

### Zum Verständnis der Unterschiede zwischen Haben und Sein
Fromm beginnt seinen ersten Teil des Buches mit der Aussage, dass es für die meisten Besitz, etwas zu haben, eine natürliche Sache ist. Als wichtigste Form des Habens nennt Fromm das Konsumieren in der heutigen Überflussgesellschaft. Fromm weist jedoch darauf hin, dass viele große Denker dem Streben nach Besitz eine Absage erteilt haben, so z. B. Buddha oder Jesus. Diese Existenzweise, in der das Haben, das Streben nach Besitz keine Rolle spielt, umschreibt Fromm als Existenzweise des Seins und versucht, anhand einiger Beispiele die Unterschiede zwischen der Existenzweise des Habens und des Seins zu illustrieren, darunter zunächst einige Alltagserfahrungen wie Lernen, Erinnern, Sprechen, Autorität ausüben, Wissen, Glauben oder Lieben. Im Fall von Wissen sagt Fromm etwa, dass bei einer Existenzweise des Habens es nur darum gehe, sich möglichst viel Wissen einzuverleiben, etwa um eine Prüfung zu bestehen, während es bei der Existenzweise des Seins um ein produktives Zuhören und echtes Interesse am Thema gehe. Beim Lieben wiederum kontrastiert Fromm die Haltung, über den Partner als Eigentum zu verfügen, mit einer echten Liebe.
Fromm erläutert schließlich, dass schon das Alte Testament und der mittelalterliche Mystiker Meister Eckhart eine fundamentale Unterscheidung zwischen Haben und Sein machen und (in ihren Worten) eine Existenzweise des Seins propagieren. Bei Meister Eckhart etwa ist die höchste Tugend, jegliches Habenwollen, Gier und Egoismus zu überwinden, um eine „produktive innere Tätigkeit“ anzustreben.

### Analyse der grundlegenden Unterschiede der beiden Existenzweisen
Die heutige Gesellschaft, so analysiert Fromm, stützt sich auf Privateigentum, Gewinn und Macht, womit die Basis für eine Existenzweise des Habens gelegt sei. Diese gesellschaftlichen Werte prägen auch die Verhaltensweisen und Einstellungen der Gesellschaftsmitglieder. Fromm kritisiert hier speziell die Einstellung einer Wegwerfgesellschaft, die rasch Gegenstände zugunsten von Neuerwerbungen fallen lässt, statt die vorhandenen Besitztümer zu pflegen. Menschen, die der Existenzweise des Habens folgen, sind durch Habsucht und Gier gekennzeichnet. Die Identität des Einzelnen ist nicht dadurch bestimmt, was er ist, sondern was er hat. Fromm verweist in diesem Zusammenhang auf die anale Phase in der Persönlichkeitsentwicklung nach Freud, eine frühe Phase der Entwicklung, in der Besitzenwollen und Einverleiben eine Rolle spielen. Bleibt der Mensch auf dieser Phase stehen, so ist er als krank zu bezeichnen. Die heutige Gesellschaft, so Fromm, besteht aus einer Vielzahl von analen Charakteren, deren Entwicklung nicht zur Reife gelangt ist, sondern die auf dieser frühen Phase des Besitzenwollens stehen geblieben ist; es ist also eine kranke Gesellschaft.
Im Gegensatz zur Existenzweise des Habens stellt Fromm die Existenzweise des Seins. Diese ist unter anderem durch eine produktive innere Tätigkeit gekennzeichnet, ein Einsatz der eigenen Gaben und Talente. Fromm unterscheidet diese Art von produktiver Tätigkeit von einer bloßen Geschäftigkeit, in der der ausführende Mensch von seiner Arbeit entfremdet ist. Einen Schwenk der Gesellschaft zur Existenzweise des Seins hält Fromm für durchaus möglich und zitiert dazu einige neurologische und soziale Studien, die belegen, dass selbst Kinder und auch Erwachsene in der Lage sind, Besitzstreben zu überwinden und stattdessen zu geben, zu teilen und sogar Opfer zu bringen, wie etwa die englische Gesellschaft während des Zweiten Weltkrieges oder die vielen engagierten Personen in pflegenden und medizinischen Berufen.
Eine Bewegung von einem Haben zum Sein hätte nach Fromm auch weitere Auswirkungen: So verschwindet z. B. das Gefühl der Unsicherheit und Angst, seine Besitztümer zu verlieren, zugunsten einer Sicherheit, in sich zu ruhen, in der Existenzweise des Seins. Antagonismus schwindet zugunsten von Solidarität. Bloßer Nervenkitzel bei Vergnügungen beim Haben-Charakter machen Platz einer Empfindung echter Freude beim Sein-Charakter. Ein Leben, das sich auf das Anhäufen von Besitz in Vergangenheit und Zukunft konzentriert, schwindet zugunsten einer Konzentration auf die Gegenwart, das Hier und Jetzt.

### Der neue Mensch und die neue Gesellschaft
Im dritten Teil seines Werkes arbeitet Fromm die Grundbedingungen heraus, durch die sich die Menschen und die Gesellschaft vom Gedanken des Habens lösen und sich der Sicht des Seins verpflichtet fühlen können. Er betont dabei, dass die Geschichte gezeigt hat, dass es weder richtig sei, dass sich zunächst der Gesellschaftscharakter ändern müsse, damit die Bedingungen gegeben sind, dass sich auch einzelne Menschen in ihrer Einstellung ändern können, noch dass sich umgekehrt zunächst einzelne Menschen und kleine Menschengruppen zu ändern suchen müssen. Fromm beobachtet, dass die Religion den Gesellschaftscharakter nicht zum Positiven verändern kann, da sie inzwischen keine Bedeutung in der heutigen westlichen Gesellschaft mehr hat, sondern einer geheimen Religion gewichen ist, in deren Zentrum das Vermarkten des eigenen Selbst steht (siehe auch: Marketing-Charakter).
Fromm plädiert deshalb als neuen Geist der Gesellschaft für einen radikalen Humanismus, der sich unter anderem durch Folgendes auszeichnet:
1. die Arbeit habe der Erfüllung der wahren Bedürfnisse des Menschen und nicht den Erfordernissen der Wirtschaft zu dienen
2. das Verhältnis der Ausbeutung der Natur durch den Menschen wird durch das der Kooperation zwischen Mensch und Natur ersetzt
3. der wechselseitige Antagonismus zwischen den Menschen ist durch Solidarität ersetzt
4. oberste Ziele des gesellschaftlichen Arrangements seien das menschliche Wohlsein und die Verhinderung menschlichen Leids
5. maximaler Konsum ist durch einen vernünftigen Konsum (Konsum zum Wohle des Menschen) ersetzt
6. der einzelne Mensch wird zur aktiven Teilnahme am gesellschaftlichen Leben motiviert

Denker, bei denen Fromm diese geistige Grundhaltung erkennt, sind u. a. Henry David Thoreau, Ralph Waldo Emerson, Albert Schweitzer, Ernst Bloch, Ivan Illich, die jugoslawischen Schriftsteller um die Zeitschrift Praxis, Ernst Friedrich Schumacher sowie Erhard Eppler. Gemeinschaften, in denen dieser Geist gelebt wird, seien u. a. die israelischen Kibbuzim, die hutterischen Gemeinden und die vom Schweizer Pastor Pierre Bonnard gegründeten Communautés de Travail.
In einer Gesellschaft, die nach Fromm sich der Existenzweise des Seins zuneigt, sind Wirtschaft und Politik möglichst weitgehend dezentralisiert: Menschen leben in sogenannten Nachbarschaftsgruppen zusammen und ein „Oberster Kulturrat“ kontrolliert Medien, Forschung und Entwicklung so neutral wie möglich. Dieser Aufsichtsrat sollte sich nach Fromms Empfehlung aus „Männern und Frauen, deren Integrität über jeden Zweifel erhaben ist“, zusammensetzen. Ziel davon soll zum Beispiel sein, dass dadurch „Profit und militärische Nutzbarkeit“ in der wissenschaftlichen Forschung minimiert werden. Weitere Aspekte der neuen Gesellschaft, für die Fromm plädiert und die sich aus der Existenzweise des Seins ergeben, sind die Ausrichtung der Produktion von Gütern an einem vernünftigen Konsum, gut organisierte Verbraucherbewegungen, die Schließung der Kluft zwischen armen und reichen Nationen, ein Mindesteinkommen (vergleichbar mit dem heute diskutierten Grundeinkommen, zu dem er sich in früheren Schriften auch schon äußerte) und atomare Abrüstung.

## Vom Haben zum Sein
Aus zu Lebzeiten des Autors unveröffentlichten Kapiteln und Manuskripten Fromms stellte sein Nachlassverwalter Rainer Funk später das Buch Vom Haben zum Sein zusammen, welches als Ergänzung zu Haben oder Sein anzusehen ist. Funk erklärt die Notwendigkeit dieser Ergänzung im Vorwort; wichtige Kernpunkte waren unter anderem:
- häufige Missverständnisse, z. B. zur Habens-Orientierung; als ginge es beim Sein um ein „asketisches Ideal und einer Orientierung am Nicht-Haben“[18]
- Das Fehlen konkreter Schritte, die der Einzelne tun kann, um vom Haben weg zu mehr Sein zu kommen. Derlei wurde in Haben oder Sein größtenteils weggelassen, weil Fromm dort den Schwerpunkt auf die Gesellschaftsstruktur legte, und er der Überzeugung war, dass die „sozio-ökonomischen Leitwerte und Strukturen“ ebenso geändert werden müssen, da Individuum und Gesellschaft immer im Zusammenhang zueinander stehen und zu sehen sind (vgl. Gesellschaftscharakter).[19]
- Kritik an Psychosekten, Gurus, esoterischen Irrwegen und der Vermarktung der Selbsterfahrung, die die Sichtweise der Menschen eher vernebelten und im Gegensatz zu den Idealen des Humanismus und der Aufklärung stehen. Fromm argumentiert in seinen Schriften aufgrund seines früheren, jüdisch-orthodoxen Hintergrundes zwar häufig religiös, lehnt aber esoterische Irrwege klar ab.

## Einordnung in den wissenschaftlichen Kontext und in das Werk des Autors
Zusammen mit Max Horkheimer, Walter Benjamin und Herbert Marcuse gehörte Fromm zum frühen Kreis der Frankfurter Schule, deren interdisziplinäres Programm Teile der deutschen Soziologie und Philosophie stark prägte. In seinen Veröffentlichungen verband Fromm Gesellschaftsanalyse mit Elementen der Psychoanalyse nach Sigmund Freud; sein Ansatz ist auch als sozialistischer Humanismus bezeichnet worden.
Haben oder Sein ist eine psychologische und soziologische Analyse der Existenzweisen des Habens und des Seins und führt Ansätze seiner früheren Arbeiten fort. Die beiden Existenzweisen betreffen sowohl die einzelnen Menschen als auch ganze Gesellschaften. Die Schrift ist im humanistischen Geist Fromms geschrieben und stellenweise – verfasst ein Jahrzehnt vor Glasnost und Perestroika – vor dem Hintergrund des Kalten Krieges und insbesondere der Gefahr eines Atomkrieges (Kubakrise usw.) zu verstehen.
Ersetzt man die von Fromm verwendeten und für die damalige Zeit aktuellen maschinenfixierten Beispiele durch computerfixierte, so ist das Werk zum größten Teil noch immer hochaktuell. Die Grundgedanken zum kybernetischen Charakter bzw. monozerebralen Menschen aus Fromms umfangreichster Untersuchung Anatomie der menschlichen Destruktivität erscheinen hier auch wieder. Diese neue Persönlichkeitsausprägung zeichnet sich durch „das Vorherrschen der rein verstandesmäßigen Ebene und der Unterentwicklung des emotionalen Bereichs“ aus.
Haben oder Sein ist ein spätes Werk von Fromm, das zum Teil auf seinen vorangegangenen Arbeiten aufbaut. Da es zum größten Teil auf Fußnoten verzichtet und auf Lesbarkeit für die Allgemeinheit ausgerichtet ist, eignet es sich gut als Einstieg in die Gedankengänge Fromms. Gedankengänge aus früheren Arbeiten werden ebenfalls aufgegriffen und allgemeinverständlich zusammengefasst.

## Rezeption
Haben oder Sein ist schon wenige Jahre nach seinem Erscheinen zum Bestseller geworden. Allein von der deutschen Taschenbuchausgabe wurde seit ihrem Erscheinen 1979 bis 1982 fast eine halbe Million Exemplare verkauft. Es ist eines der bekanntesten Bücher Erich Fromms und wurde in zahlreiche Sprachen übersetzt. Durch seinen feuilletonistischen Stil war das Buch auch für die breite Öffentlichkeit leicht lesbar. Mit seiner Konsumkritik traf Fromm den damaligen alternativen Zeitgeist; das Buch avancierte in den 1970er und 1980er Jahren zum Kultbuch und zur „Bibel“ der Kapitalismuskritik. Das Buch und zahlreiche Interviews machten Fromm auch in Deutschland bekannt.
Im Gegensatz zu seinen Kollegen aus der Frankfurter Schule legte Fromm zumindest in einigen seiner Publikationen, darunter Haben oder Sein, Wert auf Massentauglichkeit: So ist etwa Haben oder Sein bewusst entsprechend spärlich mit Fußnoten versehen: „Aus dem Wunsch, dieses Buch leicht lesbar zu machen, habe ich Fußnoten auf ein äußerstes Minimum reduziert […].“ Dieser Wunsch nach Massentauglichkeit ist Fromm von seinen Kritikern teilweise zum Vorwurf gemacht worden, da in Fromms Werk auf systematische Strenge verzichtet wurde und Haben oder Sein einige Lücken und manche Vereinfachungen enthält.
Als „Kultbuch der 1968er“ wurde Haben oder Sein auch als an den damaligen Zeitgeist gebunden betrachtet. Es mehren sich jedoch Stimmen, die die Relevanz von Haben oder Sein auch für die heutige Zeit betonen, insbesondere Fromms Kritik an der Konsumfixiertheit der westlichen Gesellschaft angesichts schwindender Ressourcen auf der Erde ist immer noch relevant. Verblüffend aktuell sind auch weitere Aspekte von Haben oder Sein, so etwa Fromms Forderung nach einem Mindesteinkommen, das zur heutigen Diskussion um ein bedingungsloses Grundeinkommen für alle passt. Andere heutige Entwicklungen, wie die Digitalisierung, konnte Fromm nicht vorhersehen, aber trotzdem haben Fromms Gesellschaftsanalysen in einer Welt, die von Technik und Beschleunigung geprägt ist, nichts von ihrer Gültigkeit eingebüßt, so ein Rückblick auf Fromms Leben und Werk und seine Relevanz für heute. Auch die Wissenschaft befasst sich mit einer Neueinschätzung der Relevanz des Fromm'schen Werkes für heute.

### Textausgaben
- Erich Fromm: To Have or to Be? Harper & Row, New York 1976 (englischsprachige Originalausgabe).
- Erich Fromm: Haben oder Sein. Die seelischen Grundlagen einer neuen Gesellschaft. Aus dem Englischen übersetzt von Brigitte Stein, überarbeitet von Rainer Funk. Deutsche Verlagsanstalt, Stuttgart 1976 (deutsche Erstausgabe).
- Erich Fromm: Haben oder Sein. Die seelischen Grundlagen einer neuen Gesellschaft. Aus dem Englischen übersetzt von Brigitte Stein, überarbeitet von Rainer Funk. dtv, München 1979, ISBN 3-423-01490-3 (erste Auflage der deutschen Taschenbuchausgabe, viele weitere Auflagen).

### Ergänzend
- Erich Fromm: Vom Haben zum Sein. Wege und Irrwege der Selbsterfahrung. Herausgegeben von Rainer Funk. 9. Auflage, Ullstein Taschenbuch, 2016, ISBN 978-3-548-36775-0.

### Sekundärliteratur
- Rainer Funk (Hrsg.): Towards a human science: The relevance of Erich Fromm for today. Psychosozial-Verlag, Gießen 2015, ISBN 978-3-8379-2535-7.
- Jürgen Hardeck: Erich Fromm. Leben und Werk. Wissenschaftliche Buchgesellschaft, Darmstadt 2005, ISBN 978-3-534-16734-0.